# 皮尔科技
皮尔科技（英语：Peel Technologies）是一家总部位于美国加利福尼亚州Mountain View的创业公司，提供平板电脑和智能手机的智能电视遥控器应用。 该应用能够让用户把他们的智能手机或平板电脑变成用于电视、机顶盒、数字录像机等设备的智能遥控器。用户可以浏览想看的电视节目，而皮尔的应用会学习用户收看习惯，从而推荐更个性化的节目。皮尔的Peel.in平台为电视网络和制片人提供了将节目推向消费者的渠道，消费者可以通过应用收看和录制节目或接收观看提醒。
皮尔联合创始人Bala Krishnan称，皮尔与98%的消费电子设备兼容。这包括3500种电视机品牌和600种机顶盒。 皮尔的应用提供iOS和Android版本，并与三星、HTC、中兴和TCL手机进行整合， 作为预装应用提供给消费者。皮尔应用能在200多个国家下载到，并提供110多个国家的节目指南。

## 历史
皮尔创办于2009年，创始人为现任CEO Thiru Arunachalam和现任首席产品官Bala Krishnan。 皮尔创始之初的数年间就积累了2500万用户，接下来的几年里皮尔作为三星、HTC主力机型的预装应用得到了迅速发展，用户数实现三倍增长，达到了8000万。